# Kyle Palmieri

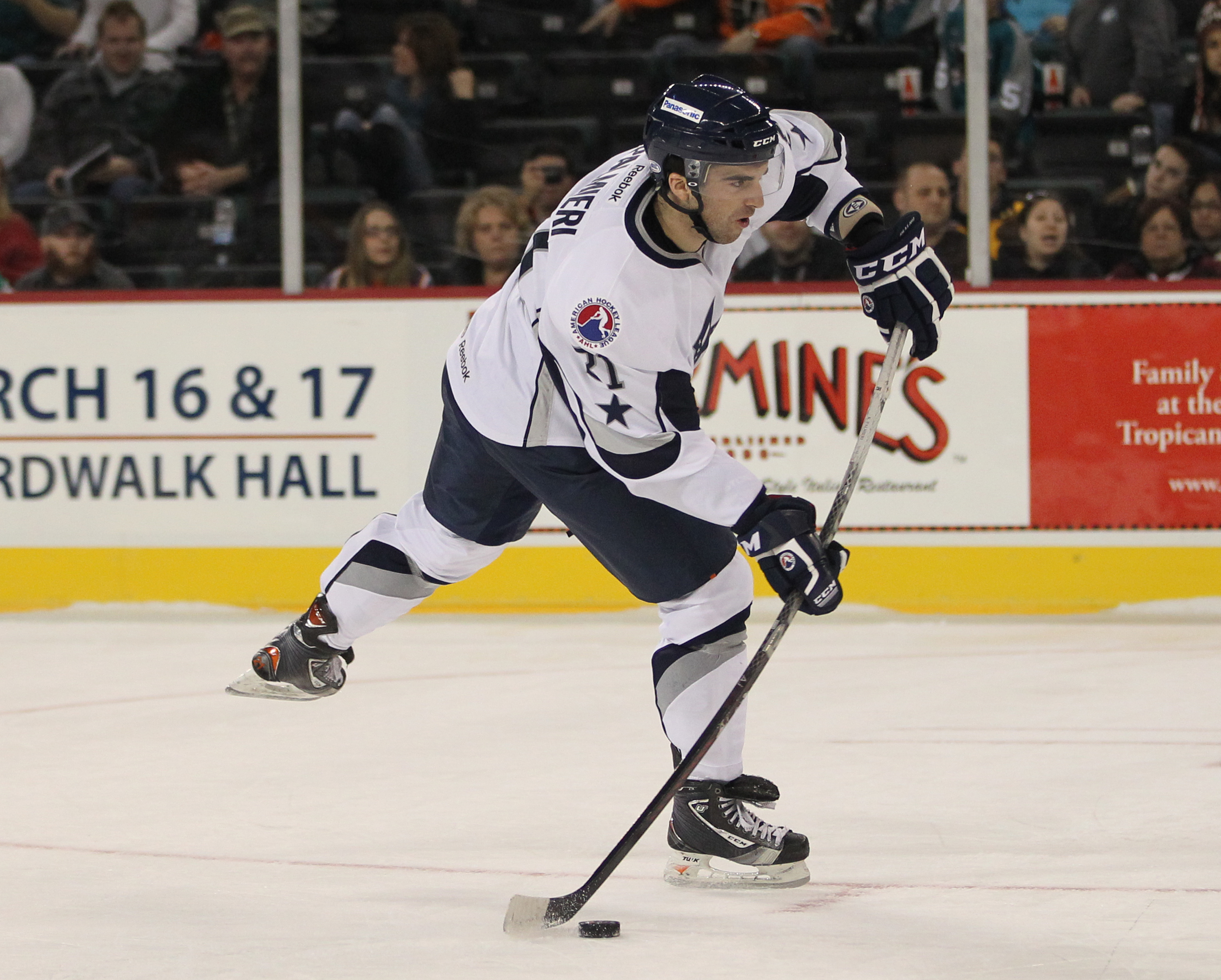
Palmieri během zápasu All-Stars AHL v roce 2012.

Kyle Charles Palmieri (* 1. února 1991, Smithtown, New York, USA) je americký hokejový útočník hrající v severoamerické National Hockey League (NHL) za tým New York Islanders. V této soutěži hrál také za Anaheim Ducks, jenž ho v roce 2009 draftoval z 26. pozice a New Jersey Devils.

## Hráčská kariéra

### Začátky
Palmieri se narodil v městu Smithtown ve státu New York, avšak vyrůstal v Montvale ve státě New Jersey. Hrával pod velmi známým trenérem Garym Hessem, který jej vedl v klubu Kodiak Hockey Club v Englewoodu a mládežnickém klubu New Jersey Devils, předtím než vstoupil do Amerického národní hokejového programu v městě Ann Arbor. Palmieri hrál později na vysokoškolské úrovni, když jednu sezónu působil v klubu Notre Dame Fighting Irish na univerzitě Notre Dame. V jeho jediné sezóně v Notre Dame vstřelil devět gólů, včetně pěti branek v přesilovkách a měl i osm asistencí.

### Profesionál
Během draftu NHL v roce 2009 si ho v 1. kole jako 26. celkově vybral tým Anaheim Ducks.
V průběhu sezóny 2010/11 byl dne 3. listopadu 2010 povolán z farmářského klubu Ducks Syracuse Crunch z American Hockey League (AHL) do hlavního mužstva, aby odehrál svůj první zápas v National Hockey League (NHL) proti Tampě Bay Lightning. V tomto domácím utkání vstřelil i svou první branku v této soutěži, když překonal brankáře Dana Ellise.
Palmieri, který začal svou druhou profesionální sezónu 2011/12 v AHL, zaznamenal ve svých prvních dvou zápasech šest bodů, včetně hattricku, i díky čemuž byl jmenován hráčem týdne v AHL pro období končící 16. říjem 2011.
Dne 26. června 2015 byl vyměněn vedením Ducks do rodného klubu New Jersey Devils, výměnou za výběr ve druhém a třetím kole draftu NHL 2015. Dne 7. července 2016 podepsal jako chráněný volný hráč pětiletý kontrakt s tímto klubem, který mu vynese celkem 23,25 milionů dolarů.

## Reprezentační kariéra
Palmieri se původně nedostal do nominace trenéra Johna Tortorella pro Světový pohár v ledním hokeji 2016 konaný v Torontu, avšak po vypadnutí zraněného Ryana Callahana byl na konci července dodatečně povolán jako jeho náhrada.

## Klubové statistiky
| Sezona      | Klub                           | Soutěž      | Základní část | Základní část | Základní část | Základní část | Základní část | Play off | Play off | Play off | Play off | Play off |
| Sezona      | Klub                           | Soutěž      | Z             | G             | A             | B             | TM            | Z        | G        | A        | B        | TM       |
| ----------- | ------------------------------ | ----------- | ------------- | ------------- | ------------- | ------------- | ------------- | -------- | -------- | -------- | -------- | -------- |
| 2007/08     | U.S. National Development Team | USDP        | 66            | 29            | 19            | 48            | 71            | —        | —        | —        | —        | —        |
| 2008/09     | U.S. National Development Team | USDP        | 33            | 15            | 15            | 30            | 51            | —        | —        | —        | —        | —        |
| 2009/10     | University of Notre Dame       | CCHA        | 33            | 9             | 8             | 17            | 36            | —        | —        | —        | —        | —        |
| 2010/11     | Syracuse Crunch                | AHL         | 62            | 29            | 22            | 51            | 56            | —        | —        | —        | —        | —        |
| 2010/11     | Anaheim Ducks                  | NHL         | 10            | 1             | 0             | 1             | 0             | 1        | 0        | 0        | 0        | 0        |
| 2011/12     | Syracuse Crunch                | AHL         | 51            | 33            | 25            | 58            | 53            | 4        | 1        | 1        | 2        | 0        |
| 2011/12     | Anaheim Ducks                  | NHL         | 18            | 4             | 3             | 7             | 6             | —        | —        | —        | —        | —        |
| 2012/13     | Norfolk Admirals               | AHL         | 33            | 13            | 12            | 25            | 54            | —        | —        | —        | —        | —        |
| 2012/13     | Anaheim Ducks                  | NHL         | 42            | 10            | 11            | 21            | 9             | 7        | 3        | 2        | 5        | 4        |
| 2013/14     | Anaheim Ducks                  | NHL         | 71            | 14            | 17            | 31            | 38            | 9        | 3        | 0        | 3        | 14       |
| 2014/15     | Norfolk Admirals               | AHL         | 2             | 0             | 0             | 0             | 4             | —        | —        | —        | —        | —        |
| 2014/15     | Anaheim Ducks                  | NHL         | 57            | 14            | 15            | 29            | 37            | 16       | 1        | 3        | 4        | 4        |
| 2015/16     | New Jersey Devils              | NHL         | 82            | 30            | 27            | 57            | 39            | —        | —        | —        | —        | —        |
| 2016/17     | New Jersey Devils              | NHL         | 80            | 26            | 27            | 53            | 46            | —        | —        | —        | —        | —        |
| 2017/18     | New Jersey Devils              | NHL         | 62            | 24            | 20            | 44            | 30            | 5        | 1        | 2        | 3        | 6        |
| 2018/19     | New Jersey Devils              | NHL         | 74            | 27            | 23            | 50            | 42            | —        | —        | —        | —        | —        |
| 2019/20     | New Jersey Devils              | NHL         | 65            | 25            | 20            | 45            | 41            | —        | —        | —        | —        | —        |
| 2020/21     | New Jersey Devils              | NHL         | 34            | 8             | 9             | 17            | 18            | —        | —        | —        | —        | —        |
| 2020/21     | New York Islanders             | NHL         | 17            | 2             | 2             | 4             | 2             | 19       | 7        | 2        | 9        | 10       |
| 2021/22     | New York Islanders             | NHL         | 69            | 15            | 18            | 33            | 57            | —        | —        | —        | —        | —        |
| 2022/23     | New York Islanders             | NHL         | 55            | 16            | 17            | 33            | 24            | 6        | 2        | 3        | 5        | 4        |
| 2022/23     | New York Islanders             | NHL         | 82            | 30            | 24            | 54            | 26            | 5        | 1        | 2        | 3        | 12       |
| NHL celkově | NHL celkově                    | NHL celkově | 818           | 246           | 233           | 479           | 415           | 68       | 18       | 14       | 32       | 54       |

### Reprezentační statistiky
| 2008            | USA             | SP do 17 let    | Stříbrná medaile | 6  | 2 | 1  | 3  | 6  |
| 2008            | USA 18          | MS18            | Bronzová medaile | 7  | 2 | 2  | 4  | 4  |
| 2010            | USA 20          | MSJ             | Zlatá medaile    | 7  | 1 | 8  | 9  | 4  |
| 2011            | USA 20          | MSJ             | Bronzová medaile | 6  | 2 | 4  | 6  | 0  |
| 2012            | USA             | MS              | 7. místo         | 7  | 2 | 2  | 4  | 8  |
| 2016            | USA             | SP              | 7. místo         | 2  | 0 | 0  | 0  | 0  |
| Junioři celkově | Junioři celkově | Junioři celkově | Junioři celkově  | 26 | 7 | 15 | 22 | 14 |
| Senioři celkově | Senioři celkově | Senioři celkově | Senioři celkově  | 9  | 2 | 2  | 4  | 8  |

#### Profily
- Kyle Palmieri – statistiky na Hockeydb.com (anglicky)
- Kyle Palmieri – statistiky na Elite Prospects (anglicky)
- Kyle Palmieri – statistiky na NHL.com

| Předchůdce             | Kyle Palmieri                             | Nástupce         |
| Peter Holland (Kanada) | Výběr v prvních kolech Anaheim Ducks 2009 | Cam Fowler (USA) |